# Patchwork

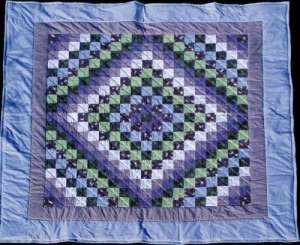
Patchwork-Decke mit dem Muster Sunshine and Shadow (Sonne und Schatten; auch Trip around the World, Reise um die Welt, genannt) das vor allem von den Amish genäht wird

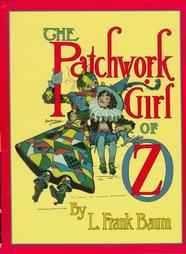
Cover „Patchwork Girl of Oz“ 1913

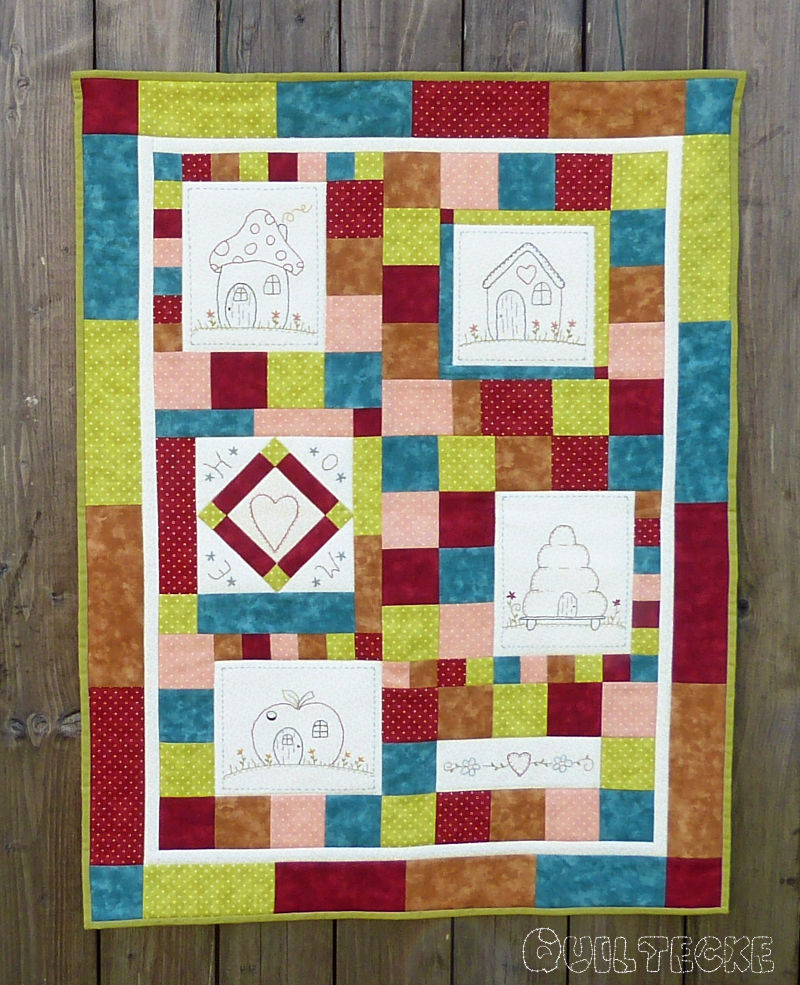
Ein moderner Patchwork Wandbehang, der Patchwork mit Stickereien kombiniert

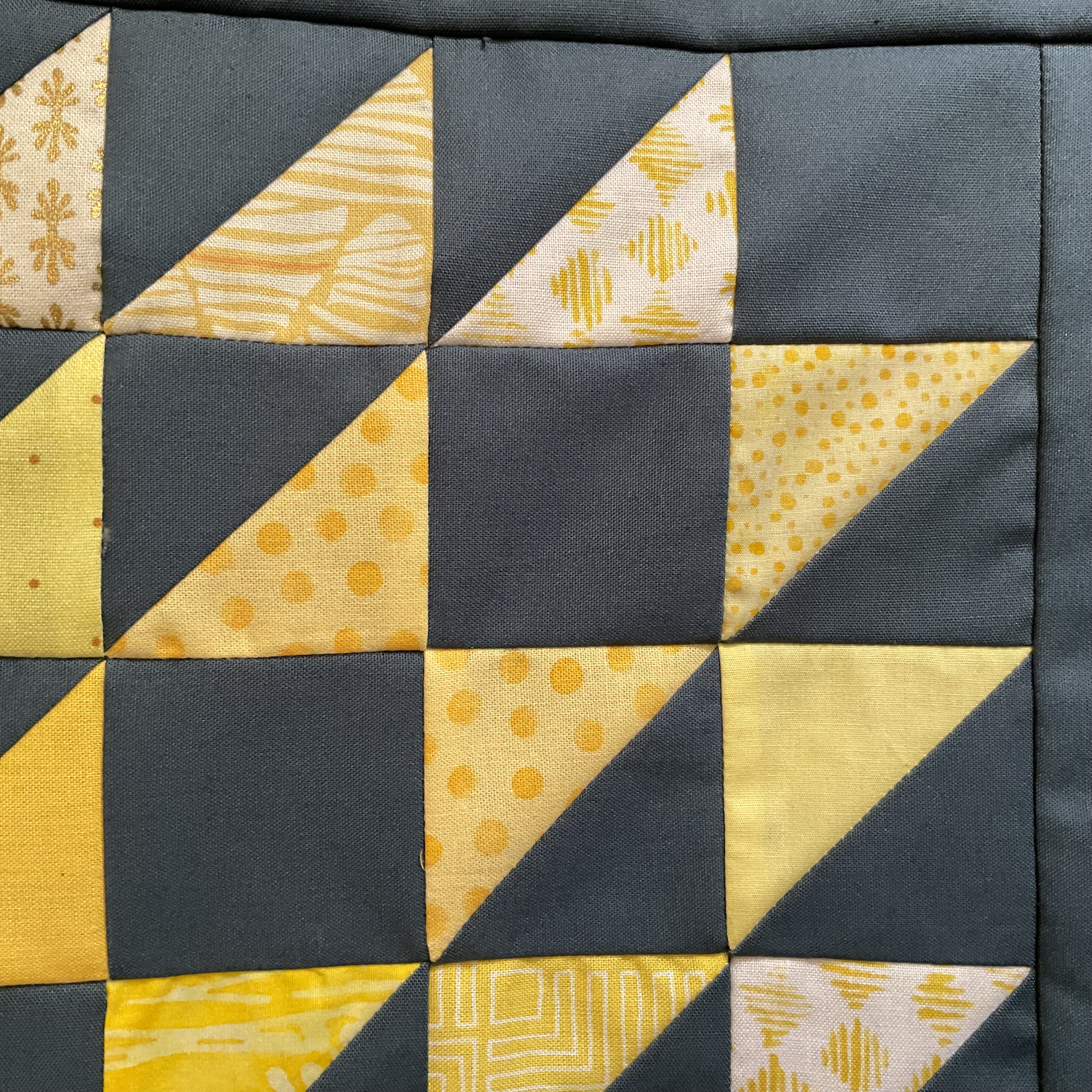
Ausschnitt aus einem Patchwork mit half square triangles

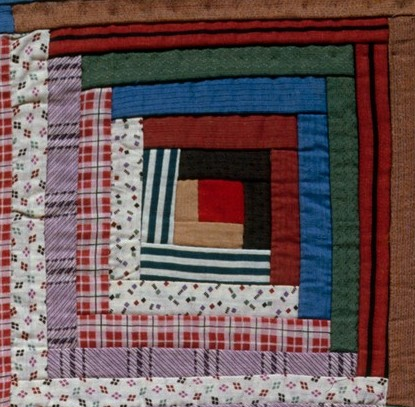
Ein Patchwork-Block im traditionellen Log-Cabin oder Blockhaus-Muster von etwa 1865. Charakteristisch sind der rote Block in der Mitte, der das Herdfeuer symbolisieren könnte, und die Aufteilung der Stämme (engl. logs) in eine helle und dunkle Hälfte.

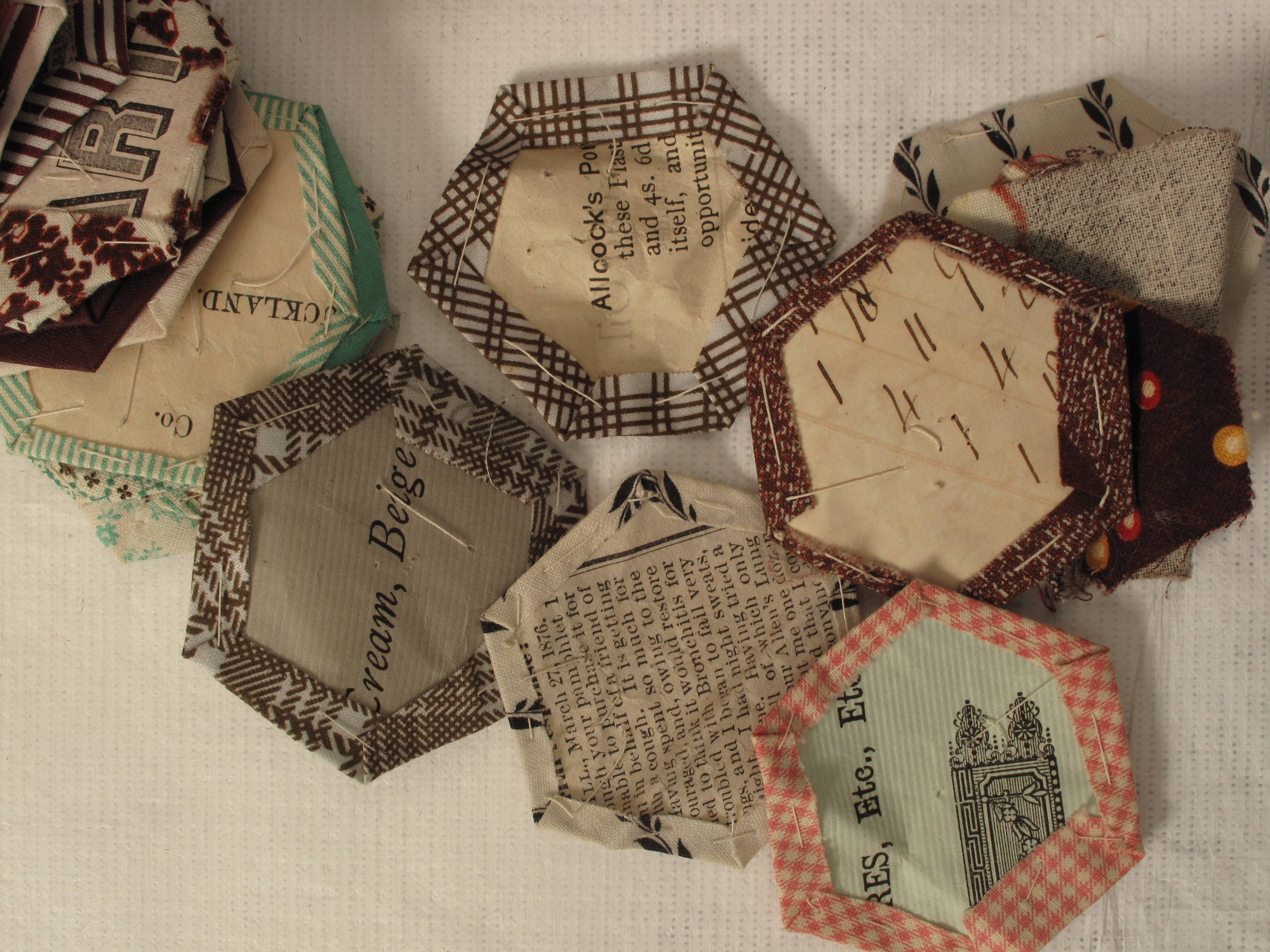
Stoffsechsecke mit Papierformen, etwa von 1850, hier von der Rückseite gezeigt. Diese Methode des Patchwork nennt man heute English paper piecing.

Patchwork (ˈpætʃwɜːk, engl. patch für ‚Flicken‘) bzw. Flickwerk ist eine Form der Textiltechnik, bei der Reste verschiedener Materialien verwendet werden, um neue Textilien anzufertigen.

## Geschichte
Die Technik des Patchworks ist bereits in früher Zeit im Orient und in Zentralasien belegt. Das älteste bekannte Stück ist ein Bahrtuch, das 1000 v. Chr. in Ägypten aus der Haut von Gazellen gefertigt wurde. Aus dem Mittelmeerraum stammend verbreitete sich die textile Technik in Europa vom 11. bis zum 13. Jahrhundert durch die Kreuzzüge.

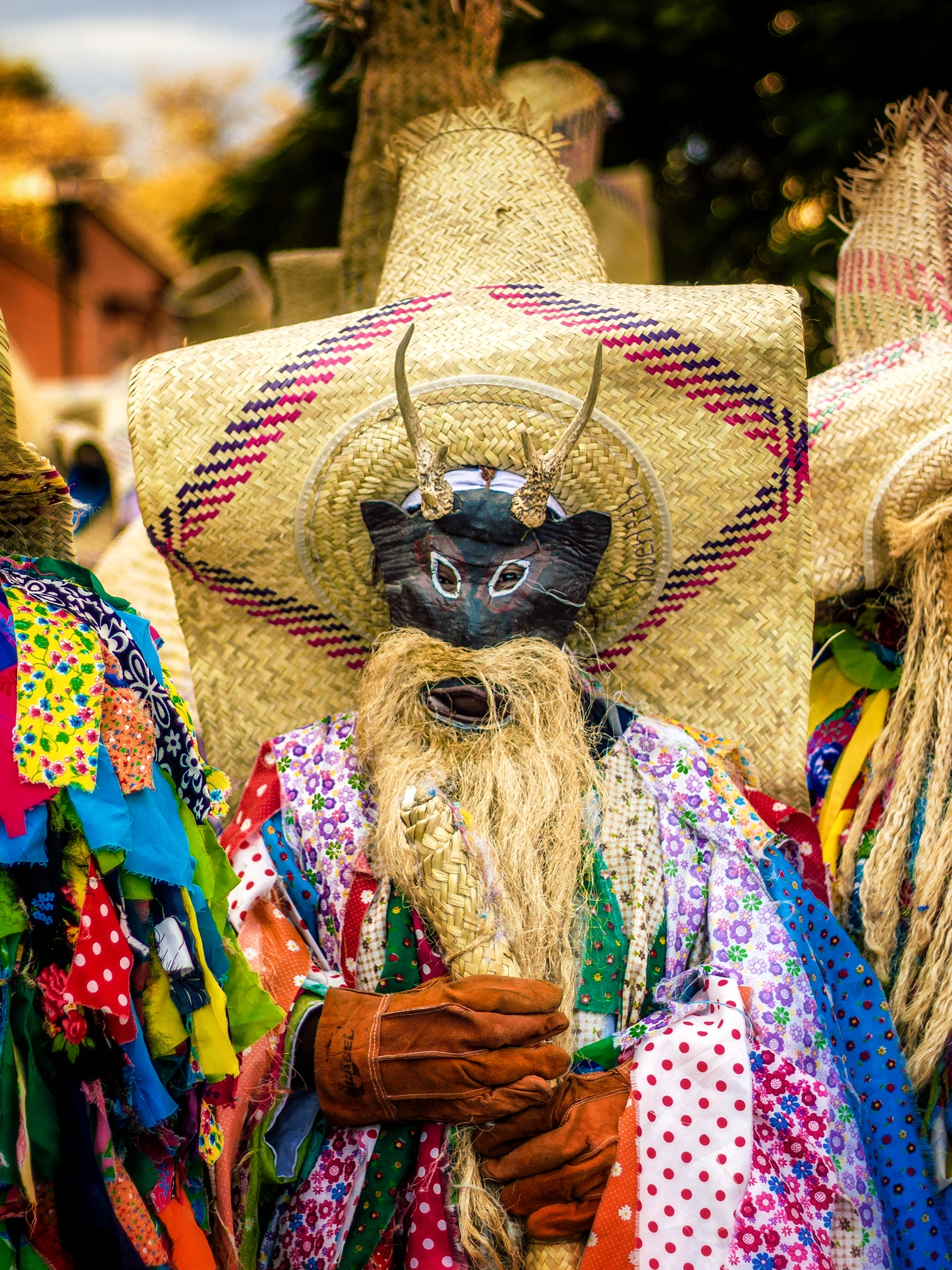
Tiliche mit Patchwork-Kleidung im mexikanischen Oaxaca

Viele Patchworkarbeiten entstanden im Laufe der Jahrhunderte aus der Notwendigkeit heraus, die teuren handgesponnenen und handgewebten Stoffe bis auf den letzten Rest aufzubrauchen bzw. von defekten Kleidungsstücken und Haushaltstextilien die noch brauchbaren Teile wiederzuverwerten. Während in Europa Ende des 18. Jahrhunderts und im Laufe des 19. Jahrhunderts die Zahl der Patchworkarbeiten zurückging, da durch die industrielle Revolution immer günstigere Stoffe erhältlich waren, sah die Situation in Amerika anders aus, Stoffe waren lange Zeit nur wenig verfügbar. Dort wurde die Tradition des Patchworks und Quiltens. noch viel länger erhalten und blieb so bis ins 20. Jahrhundert eine Tradition, die in vielen Familien gepflegt wurde. In Mexiko zeichnen sich die Sagengestalten der Tiliches maßgeblich durch die patchwork-artigen Kostüme aus.
Auch Ureinwohner wie die in Florida lebenden Seminole übernahmen die Technik und entwickelten das sogenannte Seminole-Patchwork.
Seit den 70er Jahren des letzten Jahrhunderts wurde das Patchworken und Quilten nicht nur in Europa, sondern weltweit wiederentdeckt.

## Technik
Beim Patchwork werden kleine oder größere Stücke aus Filz, Leder, Pelz, Gewebe aus Seide, Leinen, Baumwolle und anderem Material zu einer größeren Fläche aneinander oder aufeinander genäht:
- Wenn die Teile aneinander genäht werden, so spricht man von pieced work oder Mosaik-Patchwork.
- Wenn die einzelnen Teile aufeinander gelegt und mit unterschiedlichen Stichen fixiert werden, so spricht man von Applikation oder Appliqué.

Heute werden Patchworkarbeiten nach gestalterischen Gesichtspunkten und weniger nach Erwägungen des Nutzens angefertigt. Waren zunächst Bettdecken Hauptgegenstand der Gestaltung, so werden daneben künstlerische Patchworkarbeiten „für die Wand“, sogenannte Artquilts, entworfen und ausgeführt. Viele Textilkünstler arbeiten mit Patchwork und Quilting.
Ein Patchworkstück wird oft zu einem Quilt (engl. ‚Steppdecke‘) weiterverarbeitet, indem es mit zwei weiteren Schichten, einer Unterseite und einer Wattierung, zusammengesteppt wird.

## Struktur von Mosaik-Patchwork
Strukturell ist Patchwork sehr vielfältig. Dem Gesamtaufbau nach kann man mindestens drei Strukturen unterscheiden, Blöcke, Streifen und Overall-Patchwork. Eine Sonderform bilden Crazy Quilts.

### Blöcke
Blöcke werden aus Einzelteilen zusammengesetzt, die ein Muster bilden. Meist sind diese Einzelteile Dreiecke oder Rechtecke. Die Blöcke sind üblicherweise quadratisch. Sie werden zu größeren Flächen zusammengefügt. Dabei können sich dieselben Blockmuster wiederholen oder unterschiedliche Muster genutzt werden. Wenn jedes Muster anders ist, spricht man von einem Musterquilt (engl. sampler quilt). Beim Zusammensetzen können die Blöcke durch Streifen getrennt oder direkt aneinander genäht werden.
Es gibt eine große Vielzahl traditioneller Blockmuster, die oft spezifische Namen haben. Da Patchwork auf der Basis von Blöcken vor allem in Nordamerika verbreitet war, tragen viele englische Namen, z. B. Log Cabin (Blockhaus), Ohio Star (Ohio-Stern), Bear’s Paw (Bärentatze) oder Nine Patch (Neuner-Feld). Seit dem Wiederaufkommen von Patchwork in der zweiten Hälfte des 20. Jahrhunderts werden auch neue Blöcke entwickelt. Die amerikanische Quilthistorikerin Barbara Brackman hat über 4000 traditionelle und moderne Blockmuster identifiziert.

### Streifen
Streifen sind längliche Stücke aus wiederkehrenden Mustern, die erst zusammengesetzt und dann der Länge nach zusammengenäht werden. Wie bei Blöcken können zwischendurch lange durchgehende Streifen eingesetzt werden, um die Musterstreifen optisch voneinander zu trennen. Verbreitete Muster sind der four patch (Vierer-Feld), der aus vier Quadraten besteht, oder half-square triangles, ein Quadrat aus zwei Dreiecken.

### Overall-Patchwork
Auch im Overall-Patchwork werden geometrische Formen zusammengesetzt, etwa Quadrate, Dreiecke oder Sechsecke. Diese bilden ein über den gesamten Quilt laufendes Muster (beispielsweise ein Schachbrett). Die Farben können kontrastieren, einen Verlauf haben oder mehr oder minder zufällig zusammengesetzt werden.

### Crazy Quilt
Crazy Quilts bestehen aus zufälligen Stoffstücken unterschiedlicher Art, Form und Größe, die scheinbar unsystematisch an- oder aufeinandergenäht werden. Oft werden sie mit sichtbaren Nähten oder Stickerei kombiniert. Crazy Quilts waren im viktorianischen Zeitalter (Mitte bis Ende des 19. Jahrhunderts) verbreitet, sind aber auch heute wieder beliebt.

## Besondere Techniken

### Foundation paper piecing
Foundation paper piecing wird genutzt, um äußerst exakte Formen zu nähen. Hierbei werden die Stoffstücke mit der Nähmaschine auf vorgezeichneten Linien auf Papier zusammengenäht. Das Papier wird später entfernt.

### English Paper Piecing
Beim English Paper Piecing werden Stoffstücke um Formen aus dünnem Karton oder Plastik gelegt und danach mehrere Formen mit überwendlichem Stich mit der Hand zusammengenäht. Nachdem ein Teil auf allen Seiten mit anderen Stücken verbunden ist, wird die Form entfernt. English Paper Piecing wird gerne für Sechsecke und andere Formen ohne durchgehende Nähte genutzt, die sich mit der Nähmaschine nicht leicht vernähen lassen.

### Stained Glass Patchwork
Eine dekorative Sonderform von Patchwork ist Stained Glass Patchwork, übersetzbar als Buntglas-Patchwork. Hierbei werden die farbigen Stoffstücke durch schmale schwarze Streifen voneinander getrennt. Es entsteht der visuelle Eindruck eines farbigen Kirchenfensters.

### Cathedral Window
Einen ähnlichen Namen trägt der traditionelle Patchwork-Block Cathedral Window, der vermutlich in den 1930er Jahren in den USA populär wurde. Das Besondere an ihm ist, dass er mit einer Falttechnik erzeugt wird, bei der ein einfarbiger Hintergrund (der Fensterrahmen) über farbige Stoffstücke (die Fenster) gefaltet und dann bogenförmig festgenäht wird.

## Patchwork als Forschungsgegenstand
Patchwork ist auch ein Forschungsgegenstand. Dies ist es einerseits direkt als Teil der Erforschung von Handarbeitstechniken, etwa zur Entstehung und Verbreitung neuer Blockmuster, zur Veränderung von Handarbeitstechniken durch die Verfügbarkeit von Nähmaschinen oder durch die Entwicklung von Stoffproduktionsmethoden bzw. in der Untersuchung des geschichtlichen Kontextes von Handarbeiten. Patchworkarbeiten lassen sich aber auch selbst als Archive deuten und soziomateriell interpretieren. Hierbei stehen die Bedeutungen, die in ihrer materiellen Geschichte impliziert sind, im Fokus.